# Călușari

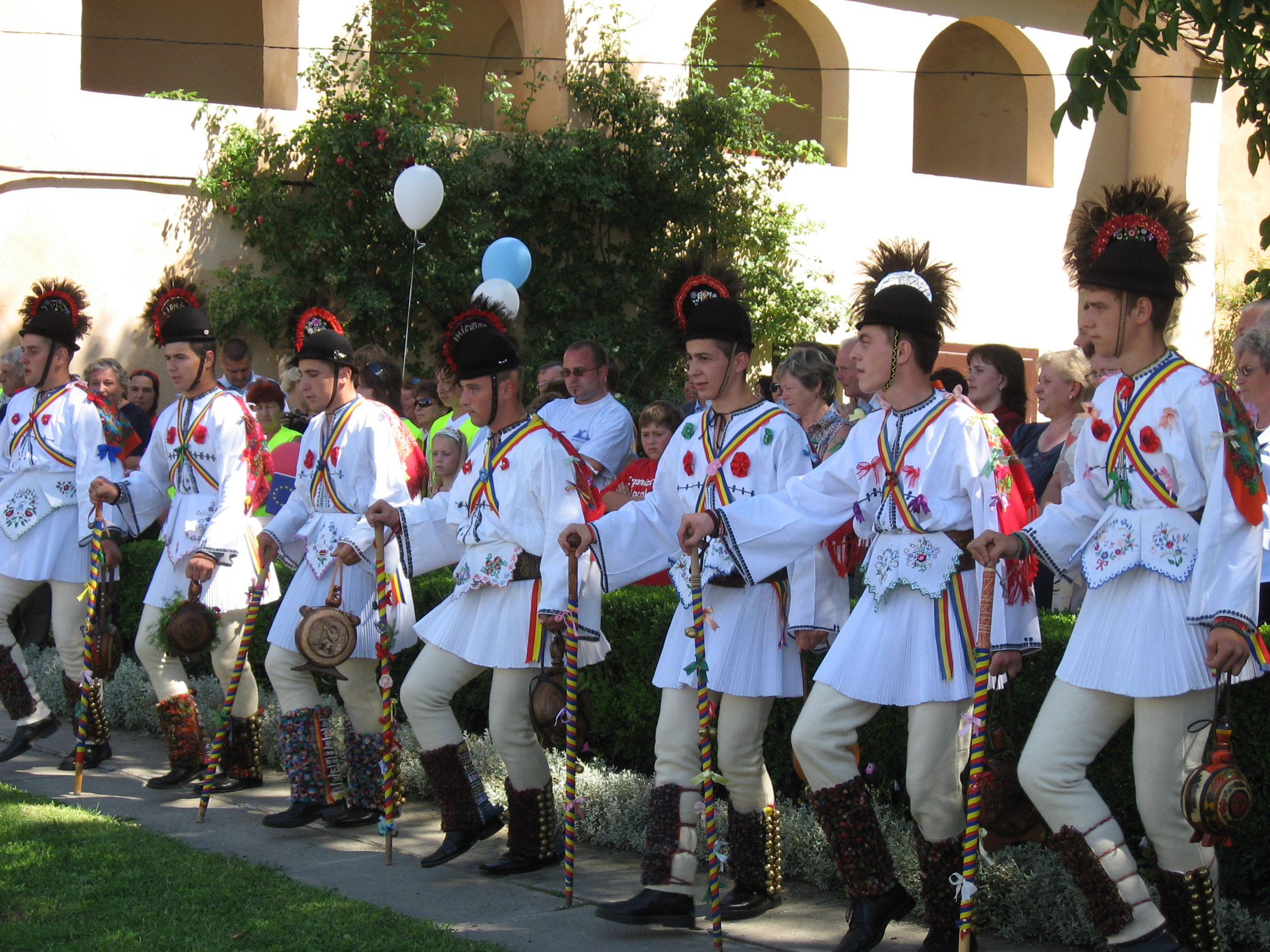
Tanec călușariů v rumunském Cristianu

Călușari je v rumunské lidové kultuře skupinou tanečníků tvořící tajné bratrstvo koledníků. Tvoří je sedm, devět nebo jedenáct mladých mužů vedených starším mužem, který je vybírá a poté zasvěcuje na osamělém místě v lese. Jejich patronkou je Doamna Zînelor „královna vil“, která je podle Eliadeho lidovou dědičkou římské Diany. Pro tuto postavu se používá také jméno Irodiada nebo Arada, což ji spojuje s „nočními bohyněmi“ čarodějnic západní Evropy. Zîne „víla“ je také trestá, pokud poruší svoji přísahu. Tanečníci jsou ozbrojeni palicemi a meči, nesou dřevěnou koňskou hlavu a vlajku, na kterou přísahají na své zvyky a tradice. Jejich tanec má akrobatickou povahu a zahrnuje různé skákání, snad mající evokovat koňský běh a vílí let. Doprovázeni hudebníků chodí po dva týdny, od třetího týdne po Velikonocích po letnice, po blízkých vesnicích a osadách a svými představeními odvrací nebezpečná kouzla vil. Když se potkají dvě skupiny călușariů tak proti sobě bojují.
Mircea Eliade je považuje za formu Männerbundu, indoevropského „mužského svazu“, a jejich jméno odvozuje od rumunského cal „kůň“. Spojuje je také s mytickými Sântoaderi „svatými Teodory“, skupinou mladých mužů s koňskými atributy, kteří okolo masopustního úterý ubližují lidem, hlavně mladým dívkám. Tanec călușariů lze také srovnat s tancem rakouských percht nebo anglickým tancem morris.